# سد سومبار
سد سومبار یک سد خاکی در شرق غلامان در استان خراسان شمالی، ایران است. هدف اصلی ساخت این سد مهار سیل و تأمین آب برای کشاورزی و شرب است.